# 寺田村 (京都府)
寺田村（てらだむら）は、京都府久世郡にあった村。現在の城陽市の北部、JR奈良線の城陽駅、近鉄京都線の寺田駅周辺にあたる。

## 地理
- 河川：木津川

## 歴史
- 1889年（明治22年）4月1日 - 町村制の施行により、久世郡寺田村・綴喜郡水主村の区域をもって発足。
- 1951年（昭和26年）4月1日 - 久世郡久津川村・富野荘村・綴喜郡青谷村と合併して久世郡城陽町が発足。同日寺田村廃止。

## 交通

### 鉄道路線
- 奈良電気鉄道
  - 本線（現・近鉄京都線）
    - 寺田駅

現在は旧村域にJR奈良線の城陽駅が所在するが、当時は未開業。

### 道路
- 一級国道24号

※現在は旧村域に京奈和自動車道・新名神高速道路の城陽ジャンクション・インターチェンジが所在するが、当時は未開通。